# Antón Vasíliev
Antón Aleksándrovich Vasíliev –en ruso, Антон Александрович Васильев– (Cheliábinsk, URSS, 13 de octubre de 1983) es un deportista ruso que compitió en piragüismo en la modalidad de aguas tranquilas. Ha ganado tres medallas en el Campeonato Mundial de Piragüismo entre los años 2007 y 2013.

## Palmarés internacional
| Campeonato Mundial | Campeonato Mundial   | Campeonato Mundial | Campeonato Mundial |
| Año                | Lugar                | Medalla            | Competición        |
| ------------------ | -------------------- | ------------------ | ------------------ |
| 2007               | Duisburgo (Alemania) | Medalla de bronce  | K4 200 m           |
| 2011               | Szeged (Hungría)     | Medalla de bronce  | K4 1000 m          |
| 2013               | Duisburgo (Alemania) | Medalla de oro     | K4 1000 m          |